# Cục Đối ngoại, Quân đội nhân dân Việt Nam
Cục Đối ngoại  trực thuộc Bộ Quốc phòng Việt Nam là cơ quan tham mưu chiến lược đầu ngành về công tác đối ngoại quốc phòng cho Quân ủy Trung ương và Bộ Quốc phòng.

## Lược sử hình thành
- Ngày 28/5/1964, Bộ Quốc phòng đã ra Quyết định số 62/QĐ-QP thành lập Cục Liên lạc Đối ngoại (Bộ Quốc phòng) để giúp Quân ủy Trung ương và Bộ Quốc phòng quản lý, chỉ đạo các hoạt động đối ngoại.[3] Ngay sau khi được thành lập, cán bộ, nhân viên, chiến sĩ của Cục Đối ngoại đã tích cực tham gia thực hiện nhiệm vụ, củng cố đội ngũ và thực sự trưởng thành cả về chính trị, tư tưởng lẫn tổ chức, đủ sức hoàn thành tốt nhất mọi nhiệm vụ mà Quân ủy Trung ương và Bộ Quốc phòng giao phó.
- Ngày 4/9/1989, Bộ trưởng Quốc phòng đã ra Quyết định đổi tên Cục Liên lạc Đối ngoại thành Cục Đối ngoại, Bộ Quốc phòng với chức năng là cơ quan đầu ngành giúp Đảng ủy Quân sự Trung ương (nay là Quân ủy Trung ương) và Bộ Quốc phòng thực hiện các nhiệm vụ đối ngoại.
- Ngày 10 tháng 9 năm 2010, Tổng tham mưu trưởng ra Quyết định 1773/QĐ-BQP về tổ chức biên chế Cục Đối ngoại gồm có 5 phòng, 4 ban, 3 đơn vị cơ sởː Phòng Kế hoạch Tổng hợp; Phòng Châu Á; Phòng Châu Âu; Phòng Mỹ-Úc-Phi; Phòng ASEAN và Đa phương; Ban Chính trị; Ban Kỹ thuật; Ban Tài chính; Ban Hành chính; Nhà khách Bộ Quốc phòng; Nhà khách Quân đội; Đại diện Cục Đối ngoại phía Nam.

## Nhiệm vụ
- Một là, thực hiện tốt chức năng tham mưu cho Quân ủy Trung ương và Bộ Quốc phòng về công tác Đối ngoại Quốc phòng
- Hai là, nâng cao hiệu quả quản lý, chỉ đạo, hướng dẫn các cơ quan, đơn vị trong toàn quân thực hiện nhiệm vụ ĐNQP.
- Ba là, xây dựng Cơ quan Cục Đối ngoại vững mạnh toàn diện, đáp ứng yêu cầu, nhiệm vụ trong tình hình mới.

## Lãnh đạo hiện nay
- Cục trưởng: Thiếu tướng Vũ Thành Văn
- Phó Cục trưởng:

1. Thiếu tướng Bùi Trọng Hiếu
2. Đại tá Đặng Thanh Minh
3. Đại tá Nguyễn Duy Minh

## Tổ chức
- Phòng Kế hoạch Tổng hợp
- Phòng Châu Á
- Phòng Châu Âu
- Phòng Mỹ - Úc - Phi
- Phòng ASEAN và Đa phương
- Phòng Biên phiên dịch
- Ban truyền thông
- Ban Chính trị
- Phòng Hậu cần Kỹ thuật
- Ban Tài chính
- Ban Hành chính
- Nhà khách Đối ngoại
- Công ty TNHH MTV Dịch vụ Đối ngoại
- Đại diện Cục Đối ngoại phía Nam

## Khen thưởng
- Huân chương Quân công hạng Nhất[4]
- Huân chương Bảo vệ Tổ quốc hạng Nhì (năm 2009)[5]
- Danh hiệu Anh hùng Lực lượng vũ trang nhân dân thời kỳ đổi mới (2019)[6]

## Cục trưởng qua các thời kỳ
- Trung tướng Đặng Kinh, từ 1965–1966
- Đại tá Lê Thao, từ 1966 - 1969
- Đại tá Trần Văn Bành, từ 1969 - 1976
- Thiếu tướng Hoàng Anh Tuấn, từ 1976 - 1977
- Thiếu tướng Nguyễn Hữu Anh, từ 1977 -  tháng 12 năm 1979
- Trung tướng Vũ Xuân Vinh, từ 1980–1995
- Thiếu tướng Vũ Tần (sinh 1942), từ 1995–2003
- Trung tướng Phạm Thanh Lân, từ 2003- 2011
- Trung tướng Vũ Chiến Thắng, từ 2011–2021
- Thiếu tướng Vũ Thành Văn, từ 2021–nay

## Phó Cục trưởng qua các thời kỳ
- Đại tá Cao Tiến Lâm
- Đại tá Bùi Trọng Nhự
- Đại tá Lê Ngọc Sơn
- Đại tá Nguyễn Duy Liên
- Đại tá Phan Thái Minh
- Đại tá Lê Xuân Khanh
- Thiếu tướng Lê Văn Cầu
- Đại tá Nguyễn Quang Vinh[7]
- Thiếu tướng Nguyễn Đại Hội[8]